# Moinhos de Santana

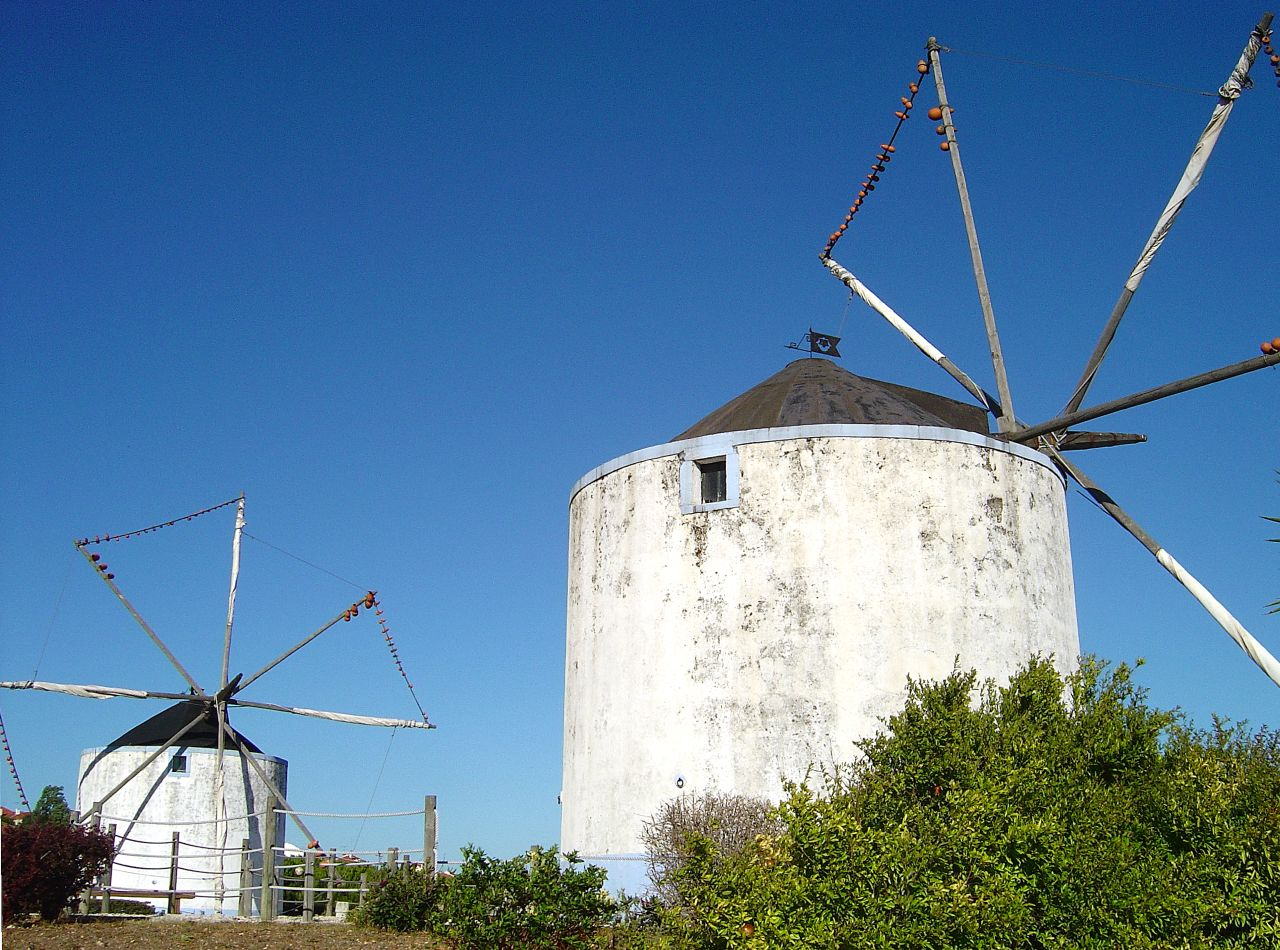
Moinhos de Santana.

Os Moinhos de Santana são dois moinhos de vento (Moinho de Santana e Moinho Velho) situados no Parque Florestal de Monsanto, mais especificamente no Parque Recreativo dos Moinhos de Santana, na freguesia de São Francisco Xavier, em Lisboa.
Os Moinhos de Santana foram edificados, em meados do século XVIII, na Serra de Monsanto, para as freiras Dominicanas Irlandesas do Convento do Bom Sucesso. São actualmente, em Lisboa, os únicos testemunhos perfeitamente preservados da importante actividade moageira desenvolvida por dezenas de moinhos em toda a zona ocidental da cidade, responsável pelo abastecimento de farinha.
Os moinhos foram adquiridos pela Câmara em 1942 e restaurados entre 1964 e 1965 pela Associação Portuguesa dos Amigos dos Moinhos, preservando a estrutura-base: torre circular e capelo de quatro velas triangulares.
Os moinhos estão em vias de classificação pelo IGESPAR desde 1991.

## Outros moinhos próximos
- Moinhos do Casalinho da Ajuda, 1,2 km a leste
- Moinhos do Bairro do Caramão, 450 m a norte

Embora o IGESPAR designe os Moinhos de Santana igualmente como Moinhos do Caramão da Ajuda, não devem ser confundidos com os dois moinhos desativados ainda visíveis, mais a norte, em pleno Bairro do Caramão.